# Сутка
Су́тка — река в Ярославской области Российской Федерации, впадает в Рыбинское водохранилище в 2764 км от устья Волги.
Длина реки — 81 км. Площадь водосборного бассейна — 609 км².

## Гидрография
Сутка вытекает из болота вблизи урочища Козьмодемьянка в южной части Мышкинского района и течёт на юго-восток. Возле села Ушаково Мышкинского района река резко поворачивает на север; впадает у села Ажерово в Волжский отрог Рыбинского водохранилища.
Ранее река отделяла в нижнем течении Мышкинский уезд от Мологского и впадала в Волгу своими двумя рукавами.
Ширина русла реки — 10—25 м, глубина — 0,5—4,5 м.

## Хозяйственное и рекреационное значение
Нижний участок реки находится в подпоре Рыбинского водохранилища, этот участок доступен для судов, курсирующих по Волге. Десятикилометровый участок (от пристани Верхне-Никульское) включён в перечень водных путей РФ.
В среднем и нижнем течении долина реки привлекательна для отдыха и рыбалки.

## Исторические сведения
В XIX веке по реке сплавляли лес на 50 вёрст вверх по течению; также на Сутке работало 5 мельниц. По берегам располагалось 57 селений.
В нижнем течении реки, в районе посёлка Шестихино, в размытых коренных берегах появляются юрские пески с фауной аммонитов; эта фауна является аналогичной известному обнажению села Глебово на Волге.

## Притоки (км от устья)
- 40 км: река Теренка (лв)
- 51 км: река Ломиха (лв)[3].